# Pycreus elliotianus
Pycreus elliotianus là loài thực vật có hoa trong họ Cói. Loài này được (Schult.) Nees miêu tả khoa học đầu tiên năm 1834.